# Boboiești (okręg Gorj)
Boboiești – wieś w Rumunii, w okręgu Gorj, w gminie Ciuperceni. W 2011 roku liczyła 80 mieszkańców.